# 이심바이

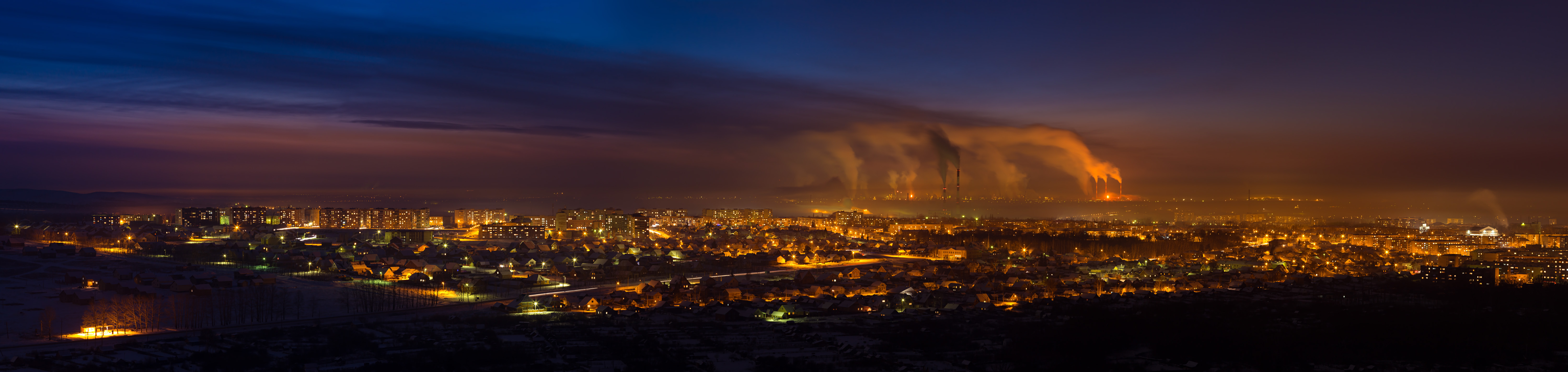

이심바이(러시아어: Ишимбай, 바시키르어: Ишембай)는 바시키르 공화국의 남쪽에 위치한 도시로, 우파에서 166km 떨어져 있다. 벨라야강(카마 강의 지류)에 접해 있다.
이심바이스키 군의 중심지로 1932년에 건설되었다. 1940년에 도시로 등록되었다.